# Centipeda aotearoana
Centipeda aotearoana là một loài thực vật có hoa trong họ Cúc. Loài này được N.G.Walsh mô tả khoa học đầu tiên năm 2001.